# Pantopsalis halli
Pantopsalis halli is een hooiwagen uit de familie Monoscutidae. De wetenschappelijke naam van de soort is voor het eerst geldig gepubliceerd in 1920 door Hogg.
De soort komt voor in Nieuw-Zeeland.